# Golgimetoden

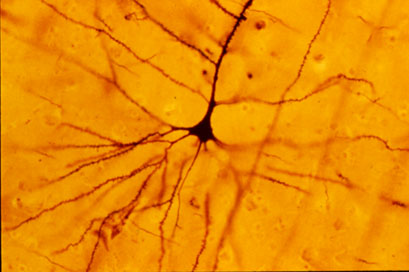
En pyramidcell, hos människa, färgad med hjälp av Golgimetoden.

Golgimetoden, eller Golgifärgning är en infärgningsmetod som används inom histologin för att färga nervceller. Golgimetoden utvecklades år 1873 av den italienske läkaren och vetenskapsmannen Camillo Golgi (1843-1926). Metoden går ut på att kemiskt fixerad nervvävnad impregneras med kaliumdikromat och silvernitrat vilket resulterar i en utfällning av silverkromat i cellernas neurofilament. I mikroskop syns dessa partier som svarta trådar.